# Чортківська районна рада
Чортківська районна рада — орган місцевого самоврядування у Чортківському районі Тернопільської области. Адмінцентр — м. Чортків.

## Історія

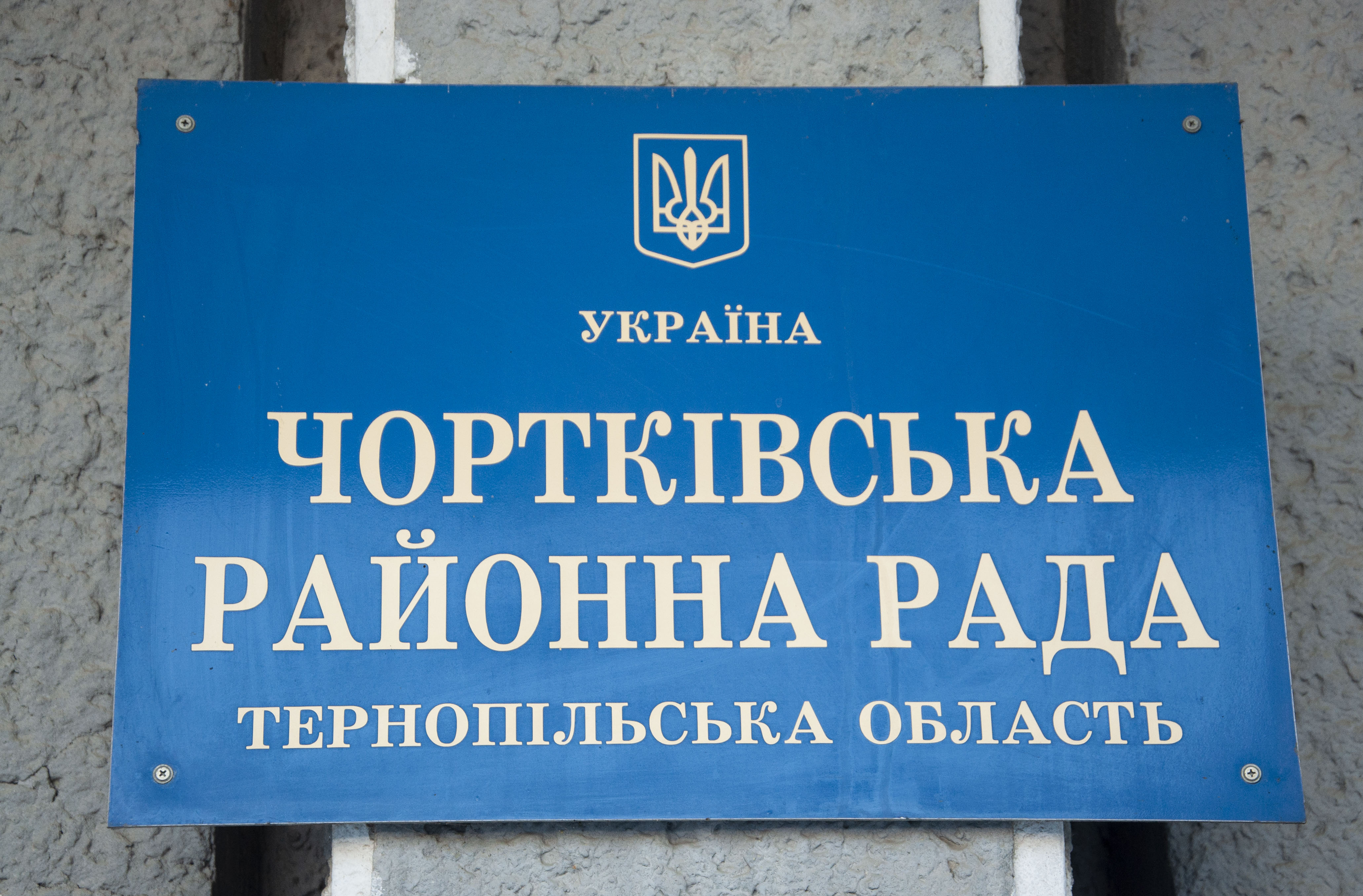
Вивіска

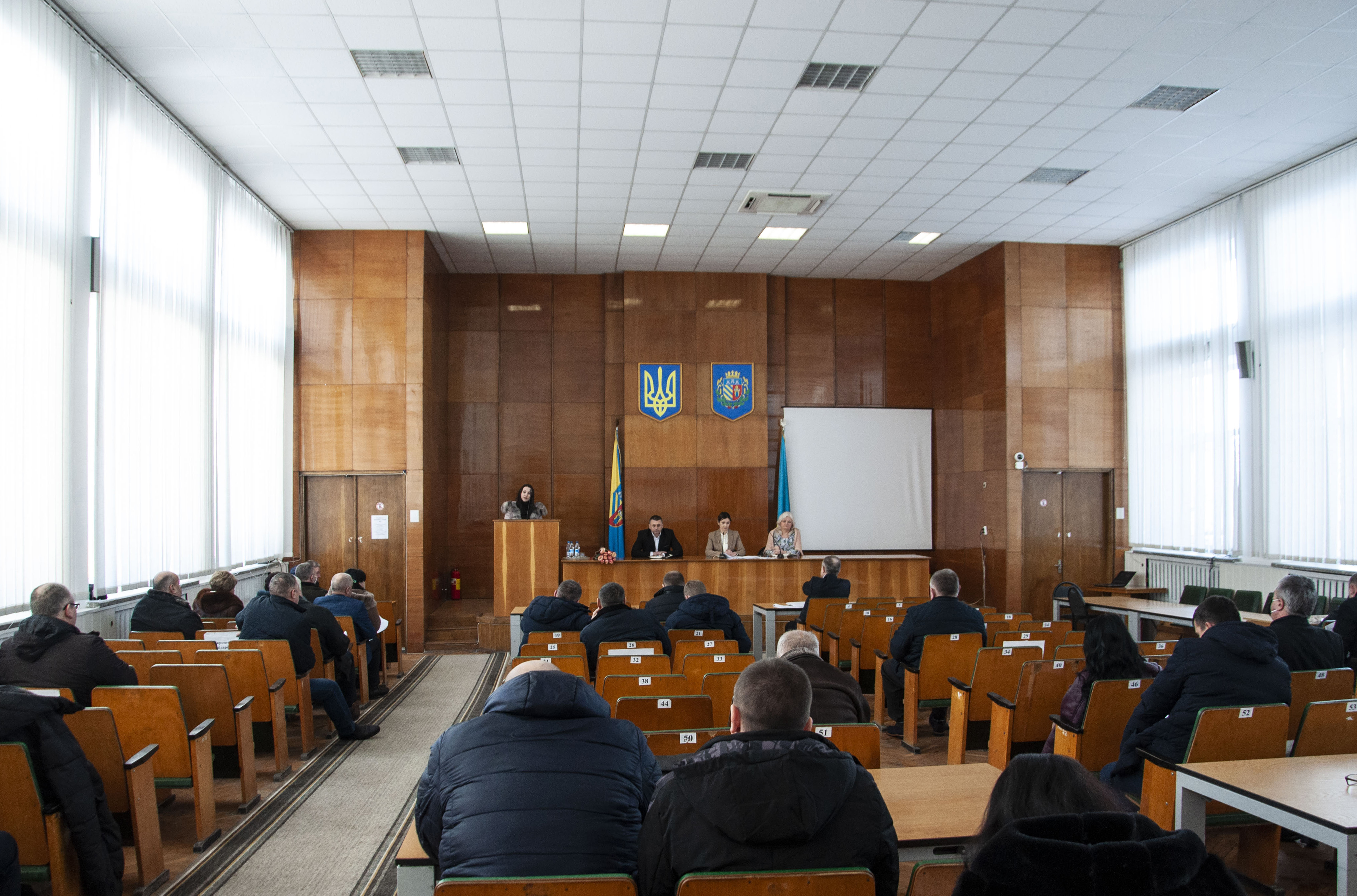
Третє позачергове засідання другої сесії Чортківської районної ради VIII скликання (16.02.2021)

Районна рада утворена у вересні 1939 року.
У березні 1944 року районна рада відновлена.
Згідно Указу Президії Верховної Ради УРСР від 19 березня 1959 року ліквідовано і приєднано до Чортківського району Білобожницький та Пробіжнянський райони.
Указом Президії Верховної Ради УРСР в січні 1963 року до Чортківського району приєдналися Гусятинський та Копичинецький райони, а в січні 1965 року ці райони були роз'єднані.
Постановою Кабінету Міністрів України від 17 липня 2020 року ліквідовано Борщівський, Бучацький, Гусятинський, Заліщицький, Монастириський та Чортківський райони шляхом приєднання до Чортківського району.
17 грудня 2020 року реорганізовано Борщівську, Бучацьку, Гусятинську, Заліщицьку, Монастириську районні ради шляхом приєднання до Чортківської районної ради.

## Голови
1. Володимир Мирончук (1991—1994)[4]
2. Володимир Мирончук (1994—1998)[4]
3. Володимир Мирончук (1998—2002)[4]
4. Богдан Окіпний (2002—2006)[4]
5. Олександр Стадник (2006)[5]
6. Роман Чортківський (2006—2012)[6]
7. Володимир Заліщук (2012—2015)[6]
8. Віктор Шепета (2015 — 25 листопада 2020)[6]
9. Марія Чупрій (з 8 грудня 2020).[7][8][9]

## Депутати

#### VIII скликання
За результатами місцевих виборів 2020 року депутатами ради стали:
1. Андрусів Надія Степанівна
2. Бабала Василь Васильович
3. Батіг Віталій Степанович
4. Буринюк Петро Павлович
5. Гандзюк Василь Ігорович
6. Градовий Василь Гнатович
7. Данилишин Степан Григорович
8. Добощук Людмила Русланівна
9. Добровольський Ярослав Йосипович
10. Домітрак Роман Михайлович
11. Дутка Марія Петрівна
12. Загайко Ярослав Петрович
13. Запухляк Валерій Богданович
14. Іжук Богдан Володимирович
15. Кобернік Мар’яна Василівна
16. Коваль Михайло Олегович
17. Когут Євгенія Михайлівна
18. Костенко Ігор Семенович
19. Костів Ярослав Васильович
20. Костюк Дмитро Ігорович
21. Криса Петро Андрійович
22. Крупа Руслан Іванович
23. Левкович Уляна Володимирівна
24. Лижник Роман Іванович
25. Мелешко Оксана Петрівна
26. Мельничук Олег Йосипович
27. Миськів Галина Федорівна
28. Навольський Богдан Юліанович
29. Навольський Степан Михайлович
30. Новінчук Степан Михайлович
31. Оглодана Наталія Анатоліївна
32. Олексюк Євген Євгенович
33. Охота Василь Васильович
34. Пасічник Андрій Зіновійович
35. Пеляк Володимир Стефанович
36. Пліщук Ярослав Петрович
37. Рій Остап Євгенович
38. Рудик Степанія Михайлівна
39. Русенко Андрій Орестович
40. Сівак Світлана Теодеївна
41. Сорба Петро Степанович
42. Сохацький Михайло Петрович
43. Стецишин Іван Степанович
44. Угляр Ярослав Євгенович
45. Хруставка Любомир Михайлович
46. Челядін Оксана Адамівна
47. Череднікова Ольга Василівна
48. Чорба Андрій Анатолійович
49. Чортківський Роман Володимирович
50. Шеремета Петро Петрович
51. Шипітко Володимир Васильович
52. Шкабар Євген Михайлович
53. Яковищак Іван Володимирович
54. Ярема Орест Йосипович

### VII скликання
Депутати Чортківської районної ради сьомого сликання (з 2015 року):
1. Барицький Микола Романович
2. Бичко Василь Іванович
3. Білоус Ольга Василівна
4. Блаженко Іван Романовича
5. Возний Володимир Михайлович
6. Веретик Іван Йосипович
7. Гаджала Марія Карлівна
8. Годинюк Мар'яна Василівна
9. Голодун Андрій Антонович
10. Горячий Григорій Мирославович
11. Градовий Василь Гнатович
12. Гулька Ірина Михайлівна
13. Демкович Михайло Миколайович
14. Задорожна Надія Василівна
15. Калакайло Іван Ярославович
16. Костенко Людмила Петрівна
17. Кравець Ярослав Андрійович
18. Легкодух Іван Григорович
19. Мальований Сергій Іванович
20. Марчиха Володимир Миронович
21. Пандрак Ігор Іванович
22. Попик Володимир Іванович
23. Пушкар Петро Іванович
24. Рудик Степанія Михайлівна
25. Скорохід Марія Євгенівна
26. Слота Оксана Романівна
27. Хруставка Любомир Михайлович
28. Чайка Петро Михайлович
29. Чортківський Роман Володимирович
30. Шепета Віктор Михайлович
31. Шкабар Євген Михайлович
32. Шкробут Марія Петрівна
33. Шумка Анатолій Ярославович
34. Яблонь Тетяна Василівна
35. Яремовський Василь Ігорович

### VI скликання
Депутати Чортківської районної ради шостого скликання (з 2010 року):
1. Андрусик Микола Федорович
2. Анісенко Марія Михайлівна
3. Баньківська Ганна Йосипівна
4. Баньківський Зіновій Михайлович
5. Бейко Борислав Миколайович
6. Бичко Василь Іванович
7. Боднар Оксана Зіновіївна
8. Бойчук Володимир Михайлович
9. Бойчук Наталія Михайлівна
10. Боровський Петро Ярославович
11. Борсук Орест Григорович
12. Велиган Ігор Богданович
13. Веретик Іван Йосипович
14. Верхомій Богдан Андрійович
15. Вислоцький Василь Михайлович
16. Віват Іван Осипович
17. Войцишин Іван Адольфович
18. Габруський Любомир Миколайович
19. Гаджала Марія Карлівна
20. Герчак Ігор Леонович
21. Гой Надія Михайлівна
22. Горбаль Марія Володимирівна
23. Гордій Марія Михайлівна
24. Гоцалюк Віктор Ігорович
25. Градовий Василь Гнатович
26. Грушецький Володимир Дмитрович
27. Гузік Юрій Ярославович
28. Гулей Василь Михайлович
29. Дем'янчук Степан Петрович
30. Дмитраш Любов Романівна
31. Дмитрів Віра Миколаївна
32. Дячок Михайло Антонович
33. Журба Ярослав Євстахович
34. Заболотна Ольга Ярославівна
35. Заболотний Володимир Євгенович
36. Заболотний Іван Степанович
37. Завадський Богдан Володимирович
38. Задорожна Надія Василівна
39. Заліщук Володимир Васильович
40. Захаревич Ганна Ярославівна
41. Калакайло Іван Ярославович
42. Камінський Микола Володимирович
43. Каськів Михайло Володимирович
44. Кіндзерський Ігор Степанович
45. Кіт Михайло Миколайович
46. Книш Сергій Іванович
47. Козюк Олег Романович
48. Колівошко Євген Петрович
49. Криса Петро Андрійович
50. Кукуляк Юрій Григорович
51. Легкодух Іван Григорович
52. Максимлюк Степан Миколайович
53. Мельник Анатолій Ярославович
54. Михайлецький Дмитро Іванович
55. Мишкун Ганна Володимирівна
56. Мізерота Ігор Степанович
57. Мочульна Марія Ярославівна
58. Мудрий Іван Теодорович
59. Наконечний Володимир Іванович
60. Обшарська Раїса Володимирівна
61. Опацький Григорій Мирославович
62. Опиханий Михайло Васильвич
63. Пастущак Петро Адамович
64. Пліщук Ярослав Петрович
65. Попик Іван Саверович
66. Рибчак Богдан Тадейович
67. Савіцький Степан Павлович
68. Свистун Оксана Адамівна
69. Сегеда Наталія Романівна
70. Слота Микола Мирославович
71. Сташків Михайло Федорович
72. Степаненко Олександр Михайлович
73. Стефаняк Петро Олексійович
74. Стець Ярослав Петрович
75. Файницька Олена Богданівна
76. Ференц Микола Іванович
77. Філінчук Ярослав Васильович
78. Філяк Ростислав Юрійович
79. Хруставка Любомир Михайлович
80. Чайка Петро Михайлович
81. Чайчук Оксана Тимофіївна
82. Черніховський Володимир Петрович
83. Чорній Михайло Петрович
84. Чортківський Роман Володимирович
85. Шага Світлана Михайлівна
86. Шепета Віктор Михайлович
87. Шкабар Євген Михайлович
88. Шкробут Марія Петрівна
89. Шумка Анатолій Ярославович
90. Яблонь Тетяна Василівна

#### V скликання
За результатами місцевих виборів 2006 року депутатами ради стали:
1. Андрусик Микола Федорович
2. Баранюк Іван Миколайович
3. Бейко Борислав Миколайович
4. Билиця Ігор Михайлович
5. Біла Надія Петрівна
6. Басютий Віктор Васильович
7. Бобечко Уляна Аркадіївна
8. Бойчук Володимир Михайлович
9. Бойчук Олег Корнелійович
10. Велиган Ігор Богданович
11. Вербіцький Віталій Михайлович
12. Вергун Богдан Михайлович
13. Веретик Іван Йосипович
14. Віват Іван Осипович
15. Вільчинський Ігор Богданович
16. Гаджала Марія Карлівна
17. Галанчак Василь Петрович
18. Гевко Ігор Богданович
19. Герук Ганна Павлівна
20. Герчак Ігор Леонович
21. Голик Євген Романович
22. Головенчак Любов Володимирівна
23. Горбаль Марія Володимирівна
24. Горячий Григорій Мирославович
25. Гринчишин Степан Петрович
26. Гулей Василь Миколайович
27. Гунька Софія Михайлівна
28. Данилишин Степан Григорович
29. Демянчук Степан Петрович
30. Дзюяк Ярослав Ігорович
31. Дмитраш Любов Романівна
32. Дмитрів Віра Миколаївна
33. Драбик Ігор Степанович
34. Дрозда Надія Іванівна
35. Дячок Михайло Антонович
36. Жуковський Борис Борисович
37. Журба Ярослав Євстахович
38. Заболотний Володимир Євгенович
39. Заболотний Іван Степанович
40. Заліщук Володимир Васильович
41. Камінський Микола Володимирович
42. Кільчицький Михайло Петрович
43. Кімпінський Микола Михайлович
44. Кіндрат Степан Євгенович
45. Кіт Михайло Миколайович
46. Колодій Андрій Петрович
47. Криса Ігор Тарасович
48. Кукуляк Юрій Григорович
49. Левкович Андрій Михайлович
50. Максимлюк Степан Миколайович
51. Мардаль Тетяна Любомирівна
52. Михайлецький Дмитро Іванович
53. Мудеревич Іван Петрович
54. Окіпний Богдан Зеновійович
55. Ольшаковський Ігор Михайлович
56. Опиханий Михайло Васильович
57. Павлів Петро Миколайович
58. Павлюк Богдан Іванович
59. Пліщук Ярослав Петрович
60. Погорецький Олег Іванович
61. Полівчук Іван Миронович
62. Попадюк Василь Іванович
63. Прийма Олег Романович
64. Пукало Олег Антонович
65. Рибчак Богдан Тадейович
66. Саварин Володимир Зеновійович
67. Саверко Михайло Володимирович
68. Савіцький Степан Павлович
69. Садовський Микола Дмитрович
70. Семирозум Євген Миколайович
71. Скуржанська Тетяна Василівна
72. Слободян Дмитро Дмитрович
73. Слободян Орест Васильович
74. Стадник Олександр Михайлович
75. Степаненко Олександр Михайлович
76. Стечишин Іван Степанович
77. Ференц Микола Іванович
78. Філінчук Ярослав Васильович
79. Фойдюк Михайло Петрович
80. Фучила Віталій Романович
81. Хом’як Любомир Володимирович
82. Хруставка Любомир Михайлович
83. Чир Мирослав Іванович
84. Чортківський Роман Володимирович
85. Шафран Олег Іванович
86. Шепета Віктор Михайлович
87. Шманько Ернестина Іванівна
88. Шматько Володимир Петрович
89. Яблонь Василь Федорович
90. Яремчук Христина Михайлівна

#### IV скликання
За результатами місцевих виборів 2002 року депутатами ради стали:
1. Андрусик Микола Федорович
2. Мотузишнн Теодор-Іван Миколайович
3. Гукалюк Ігор Степанович
4. Правіцький Дмитро Іванович
5. Крнса Ігор Тарасович
6. Савіцький Степан Павлович
7. Боднарашек Дмитро Теодорович
8. Черкасов Михайло Олексійович
9. Бойчук Наталія Михайлівна
10. Яблонь Василь Федорович
11. Данилишин Степан Григорович
12. Клапків Ганна Іванівна
13. Окіпник Богдан Зеновійович
14. Пандрак Ігор Іванович
15. Олійник Олександр Андрійович
16. Скриник Віталій Ярославович
17. Гринишин Степан Петрович
18. Чорняк Марія Михайлівна
19. Веретик Іван Йосипович
20. Обліжок Іван Михайлович
21. Карпсць Михайло Петрович
22. Саварин Володимир Зенонович
23. Бабій Іван Васильович
24. Боровський Петро Ярославович
25. Бонзоляк Михайло Іванович
26. Градовий Василь Степанович
27. Заболотний Володимир Євгенович
28. Левандовський Богдан Васильович
29. Заліщук Володимир Васильович
30. Патола Богдан Володимирович
31. Вншинський Володимир Михайлович
32. Старик Микола Васильович
33. Мотринчук Іван Михайлович
34. Юзнк Степан Михайлович
35. Попадюк Василь Іванович
36. Слободян Дмитро Дмитрович
37. Галянт Володимир Петрович
38. Равлюк Наталія Василівна
39. Пуляк Данило Євстахович
40. Скриник Богдан Львович
41. Садовський Микола Дмитрович
42. Строцень Степан Михайлович
43. Кукуляк Юрій Григорович
44. Чортківський Роман Володимирович
45. Андріяш Василь Дмитрович
46. Павлюк Богдан Іванович
47. Дзісяк Ярослав Ігорович
48. Піскор Іван Михайлович
49. Слоновський Ігор Антонович
50. Стасишин Марія Григорівна
51. Пасічник Зіновій Петрович
52. Семків Михайло Петрович
53. Васильчик Надія Павлівна
54. Грицик Ігор Михайлович
55. Жуковський Борис Борисович
56. Зарівний Михайло Богданович
57. Басістий Віктор Васильович
58. Мармус Зофія Матріївна
59. Аксенчук Ігор Богданович
60. Дала Ганна Іванівна
61. Дем'янчук Степан Петрович
62. Чайка Петро Михайлович
63. Замрикіт Ярослав Андрійович
64. Слободян Володимир
65. Саверинович Грицай Світлана Анатоліївна
66. Кравчук Ігор Богданович
67. Андрейків Василь Антонович
68. Горячко Михайло Миколайович
69. Журба Ярослав Євстахович
70. Романець Микола Йосипович
71. Качмарська Марія Богданівна
72. Стефанишин Степан Павлович
73. Павлів Петро Миколайович
74. Сов'як Іван Васильович
75. Березюк Михайло Григорович
76. Драбик Ігор Степанович
77. Галушка Марія Михайлівна
78. Грдій Ігор Іванович
79. Батринчук Богдан Іванович
80. Майданик Олег Львович
81. Мудрий Іван Теодорович
82. Ярич Володимир Ярославович
83. Данильчак Роман Євстахович
84. Захарчук Юрій Михайлович
85. Рищук Іван Ксенофонтович
86. Фостик Володимир Дмитрович
87. Герук Ганна Павлівна
88. Гордій Роман Іванович
89. Билиця Ігор Михайлович
90. Бубернак Степан Іванович

#### III скликання
За результатами місцевих виборів 1998 року депутатами ради стали:
1. Андрусик Микола Федорович
2. Крутій Микола Михайлович
3. Мирончук Володимир Миколайович
4. Цибульський Петро Степанович
5. Йосипів Марія Яківна
6. Савіцький Степан Павлович
7. Плішук Петро Іванович
8. Черкасов Михайло Олексійович
9. Беличенко Надія Миколаївна
10. Тарачинський Тарас Володимирович
11. Данилишин Степан Григорович
12. Клапків Ганна Іванівна
13. Пандрак Ігор Іванович
14. Окіпний Богдан Зиновійович
15. Кричковський Степан Михайлович
16. Стебелецькиц Михайло Богданович
17. Василишин Михайло Миколайович
18. Гринишин Степан Петрович
19. Беретик Іван Йосипович
20. Доскочимський Іван Васильович
21. Кульба Петро Андрійович
22. Шевчук Степан Дмитрович
23. Боровський Петро Ярославович
24. Юрчишин Ігор Остапович
25. Бонзоляк Михайло Іванович
26. Градовий Василь Степанович
27. Дунь Мирослава Антонівна
28. Левандовський Богдан Васильович
29. Заліщук Володимир Васильович
30. Попіль Йосип Романович
31. Бачик Богдан Володимирович
32. Семхів Михайло Петрович
33. Грабець Богдан Петрович
34. Тимчишин Ірина Дмитрівна
35. Подоляк Ігор Іванович
36. Слободян Марія Степанівна
37. Драган Василь Михайлович
38. Пазюк Петро Степанович
39. Пуляк Данило Євстахович
40. Скринник Богдан Львович
41. Боднарчук Надія Йосипівна
42. Гураль Петро Дмитрович
43. Капуста Тарас Ярославович
44. Чортківський Роман Володимирович
45. Бадлюк Михайло Іванович
46. Вітковський Зиновій Степанович
47. Піскор Іван Михайлович
48. Половчук Йосип Дмитрович
49. Слоновський Ігор Антонович
50. Чир Мирослав Іванович
51. Крушельницький Михайло Збиславович
52. Унгурян Антон Павлович
53. Івашків Борис Ярославович
54. Погорецька Оксана Миколаївна
55. Жуковський Борис Борисович
56. Семирозум Зиновій Павлович
57. Гнші Іван Васильович
58. Градовий Василь Гнатович
59. Акеенчук Ігор Богдановихі
60. Коцулим Любомир Ананійович
61. Дем’янчук Степан Петрович
62. Дереворіз Ярослав Степанович
63. Гаврон Петро Володимирович
64. Левчук Степан Петрович
65. Безпалько Іван Володимирович
66. Дерій Богдан Іванович
67. Вовк Ярослав Максимович
68. Горячко Михайло Миколайович
69. Вільховий Лев Євстахович
70. Сміхун Іван Йосипович
71. Нурба Ярослав Свстахович
72. Шевчук Володимир Степанович
73. Рибчак Богдан Тадейович
74. Сов’як Іван Васильович
75. Берєзюк Оресг Іванович
76. Обліжок Іван Михайлович
77. Гадябарда Остап Андрійович
78. Патудяк Василь Михайлович
79. Дикий Микола Михайлович
80. Майданик Олег Львович
81. Василів Павло Йосипович
82. Чорпіта Надія Олексіївна
83. Гнатишик Михайло Йосипович
84. Шкільнюк Ганна Богданівна
85. Гермак Василь Євстахович
86. Ришук Іван Ксенофонте шч
87. Гедеон Олександр Михайлович
88. Кокіс Євген Михайлович
89. Дядик Любомира Євстахівна
90. Ольшаківський Ігор Михайлович

#### II скликання
За результатами місцевих виборів 1994 року депутатами ради стали:
1. Андрусик Микола Федорович
2. Войцишин Іван Адольфович
3. Гриншпин Степан Петрович
4. Гуменюк Йосип Іванови
5. Данилишин Степан Григорович
6. Жуковський Борис Борисович
7. Журба Ярослав Євстахович
8. Запотічний Петро Григорович
9. Камінський Микола Володимирович
10. Кіндзерського Ігор Степановича
11. Колісник Орест Йосипович
12. Левчук Степан Петрович
13. Мамчур Зіновій Володимирович
14. Марцинів Василь Франкович
15. Недокус Зеновій Степанович
16. Обліжок Іван Михайлович
17. Олійничук Микола Іванович
18. Павлик Богдан Іванович
19. Пандрак Ігор Іванович
20. Шскор Іван Михайлович
21. Пліщук Петро Іванович
22. Провальний Андрій Дмитрович
23. Пчелікова Ігоря Вячеславовича
24. Стефаняк Петро Олексійович
25. Семків Михайло Петрович
26. Семирозум Зіновій Павлович
27. Сцібан Йосиф Євстахович
28. Фрич Ігор Васильович
29. Щегельський Олександр Аполінарович
30. Ярощак Ярослав Іванович

#### I скликання
За результатами місцевих виборів 1990 року депутатами ради стали:
1. Бакун Богдан Володимирович
2. Басараба Роман Іванович
3. Батрин Павло Іванович
4. Берегуля Микола Іванович
5. Березовська Емма Іванівна
6. Богута Василь Васильович
7. Вавриневич Лев Петрович
8. Василшпин Михайло Семенович
9. Величенко Богдан Васильович
10. Верба Марія Йосипівна
11. Вергун Богдан Михайлович
12. Вівчар Михайло Григорович
13. Вовк Марія Михайлівна
14. Войцишин Іван Адольшович
15. Гаврон Петро Володимирович
16. Горбань Михайло Ількович
17. Грабець Богдан Петрович
18. Градовий Василь Гнатович
19. Гречківський Іван Степанович
20. Голик Евген Романович
21. Гречківський Степан Степанович
22. Гринів Василь Михайлович
23. Грішков Микола Васильович
24. Камінський Школа Володимирович
25. Карабін Ігор Орестович
26. Каськів Михайло Володимирович
27. Кінасевич Євген Антонович
28. Кобеля Ярослав Федорович
29. Компанієць Володимир Андрійович
30. Король Богдан Теодорович
31. Коцюк Олександра Богданівна
32. Кравчук Петро Максимович
33. Крисько Михайло Павлович
34. Курняк Ганна Петрівна
35. Крицькии Анатолій Іванович
36. Левчук Степан Петрович
37. Маланчук Ярослав Іванович
38. Мармус Володимир Васильович
39. Матушек Марія Миколаївна
40. Махно Марія Василівна
41. Мирончук Володимир Миколайович
42. Михайлецький Дмитро Іванович
43. Обліжок Іван Михайлович
44. Осадца Іван Арнольдович
45. Пазюк Іван Михайлович
46. Пандрак Ігор Іванович
47. Петришин Євген Михайлович
48. Шскор Іван Михайлович
49. Пчеліков Ігор Вячеславович
50. Разумовський Сергій Леонідович
51. Сатан Богдан Романович
52. Семків Михайло Петрович
53. Сеньків Михайло Павлович
54. Скоблін Анатолій Олексійович
55. Слободян Володимир Іванович
56. Соляник Ореста Антонівна
57. Строцень Богдан Іванович
58. Третяк Осипа Степанівна
59. Федорків Олександра Михайлівна
60. Фрис Зеновій Петрович
61. Хаба Михайло Іванович
62. Чепига Володимир Романович
63. Черніховський Володимир Петрович
64. Черниш Степан Дмитрович
65. Шевчук Володимир Степанович
66. Шевчук Степан Дмитрович
67. Шкробут Роман Юрійович
68. Шуляк Анатолій Васильович
69. Яніцька Казимира Василівна
70. Ярощак Ярослав Іванович